# (73252) 2002 JQ42
2002 جاي كيو 42 (ويعرف أيضًا باسم (73252) 2002 جاي كيو 42 وفق تسمية الكوكب الصغير) (بالإنجليزية: 2002 JQ42)‏؛ هو كويكب ضمن حزام الكويكبات.
اكتُشف هذا الجُرم الفلكي بواسطة بحث لنكولن عن الكويكبات القريبة من الأرض في 8 مايو 2002، وترتيبه 73252 من حيث الاكتشاف.

## الوصف
اكتُشف 732522002JQ في 8 مايو 2002 في مرصد ماغدالينا ريدج، الواقع في مقاطعة سوكورو، نيومكسيكو في الولايات المتحدة، بواسطة مشروع بحث لنكولن عن الكويكبات القريبة من الأرض (بالإنجليزية: Lincoln Near-Earth Asteroid Research)‏ LINEAR. وقد رصد المشروع 504 مشاهدة للكويكب إلى غاية 8 أكتوبر 2021 بتوقيت منطقة المحيط الهادئ، أي في مدة قدرها 8,553 يومًا (23.4 عام). تستغرق الفترة المدارية للكويكب 1,390 يومًا (3.8 عام).

## الخصائص المدارية
يتميز مدار هذا الكويكب بنصف محور رئيسي يبلغ 2.43 وحدة فلكية، وحضيض قدره 2.16 وحدة فلكية، وانحراف قدره 0.111 وزاوية ميلان 6.92 درجة بالنسبة لمسار الشمس. بسبب هذه الخصائص، أي نصف المحور الرئيسي بين 2 و3.2 وحدة فلكية وحضيض أكبر من 1,666 وحدة فلكية، يُصنف هذا الجُرم الفلكي وفقًا لقاعدة بيانات مختبر الدفع النفاث لأجرام النظام الشمسي الصغيرة كائنًا من حزام الكويكبات الرئيسي.

## وصلات خارجية
- (73252) 2002 JQ42 في قاعدة بيانات مختبر الدفع النفاث لأجرام النظام الشمسي الصغيرة

- الاكتشاف · مخطط المدار ·  العناصر المدارية · المعلمات المادية

- (73252) 2002 JQ42 على موقع ويكي سكاي: DSS2, SDSS, GALEX, IRAS, Hydrogen α, X-Ray, Astrophoto, Sky Map, Articles and images